# Mamoa da Quinta da Laje
A Mamoa da Quinta da Laje localiza-se junto à Estrada Nacional, nas proximidades da freguesia de Pigeiros, no concelho de Santa Maria da Feira, distrito de Aveiro, em Portugal.

## História
Trata-se de um túmulo de grandes dimensões, erguido durante o Neo-Calcolítico. Entretanto, ao contrário do que normalmente sucede neste tipo de sítio, esta mamoa apresenta-se sem estruturas funerárias.
Encontra-se classificada como Imóvel de Interesse Público desde 1997.